# I Dood It
I Dood It (bra: Muralhas de Jericó; prt: Marido por Acidente) é um filme estadunidense de 1943, do gênero comédia musical, dirigido por Vincente Minnelli.

## Elenco
- Red Skelton ...  Joseph 'Joe' Rivington Renolds
- Eleanor Powell ...  Miss Constance 'Connie' Shaw
- Richard Ainley ...  Larry West
- Patricia Dane ...  Suretta Brenton
- Sam Levene ...  Ed Jackson